# Saint-Martin-des-Combes
Saint-Martin-des-Combes là một xã, nằm ở tỉnh Dordogne vùng Aquitaine của Pháp. Xã này có diện tích 13,99 km², dân số năm 2006 là 193 người. Xã nằm ở khu vực có độ cao trung bình 120 m trên mực nước biển.

## Thông tin nhân khẩu
| Năm    | 1962 | 1968 | 1975 | 1982 | 1990 | 1999 | 2006 |
| ------ | ---- | ---- | ---- | ---- | ---- | ---- | ---- |
| Dân số | 197  | 150  | 132  | 134  | 151  | 180  | 193  |